# Cratere Seqinek
Seqinek è un cratere sulla superficie di Callisto.